# Chad Brown (Baptist)
Chad Brown (* um 1600 in Buckinghamshire; † um 1650) war ein englischer Baptist und Mitbegründer der Stadt Providence auf Rhode Island.

## Leben
Er ist der Urvater der Brown-Familie von Rhode Island, die unter anderem die Brown University gründete. Ursprünglich aus Buckinghamshire in England, emigrierte er im Juli 1638 nach Boston in Neuengland.

## Nachkommen
- John Brown I
- Daniel Brown I
- Phebe Brown
- James Brown I (sein Enkel Nicholas Brown senior gründete später die Brown University)
- Jeremiah Brown I
- Judah Brown
- Chad Brown II
- Mary Brown
- Debrah Brown